# Шиповник французский
Шипо́вник францу́зский, или Шиповник га́лльский (лат. Rósa gállica) — многолетний кустарник; вид секции Gallicanae рода Шиповник семейства Розовые.
Является родоначальником класса старых садовых роз — Гибриды розы Галлика.

## Ботаническое описание
Шиповник французский — многолетний ветвистый кустарник до 1 м в высоту.
Корень у растения стержневой, проникающий в почву на глубину до нескольких метров. Молодые побеги растения зелёного или светло-зелёного цвета. По мере старения они буреют и приобретают пепельно-серый цвет. Стебли покрыты шипами разной величины и формы. Листья растения очерёдные, с длинными черешками, сложные, непарноперистые.
Цветки крупные, одиночные, простые; могут быть полумахровыми или махровыми. Тычинки и пестики многочисленные. Плод шаровидный или яйцевидный. Цветение происходит в июне — июле.

## Распространение
Шиповник французский встречается на территории от Южной Европы и Центральной Европы до Турции и Кавказа.

## Использование
Шиповник французский используется в медицине. С лечебной целью используется масло лепестков, которое оказывает слабительное действие, снижает воспаление желудка и применяется при язвах кишечника и при коликах в кишечнике. Однако не рекомендуется увлекаться самолечением этим растением.

## Сорта
- 'Красная крымская роза'[2] — эфиромасличный сорт, относимый к виду Rosa gallica. Сорт был выведен Никитским ботаническим садом[3]. Широкое промышленное освоение с целью получения розового масла началось в 1929 году. К 1940 году производство розового масла стабилизировалось на уровне около 0,3 т в год. Позже были созданы сорта с цветками розового цвета 'Пионерка', 'Мичуринка' и другие, но 'Красная крымская роза' осталась основным промышленным сортом[4].